# 蒙特勒伊贝莱城堡

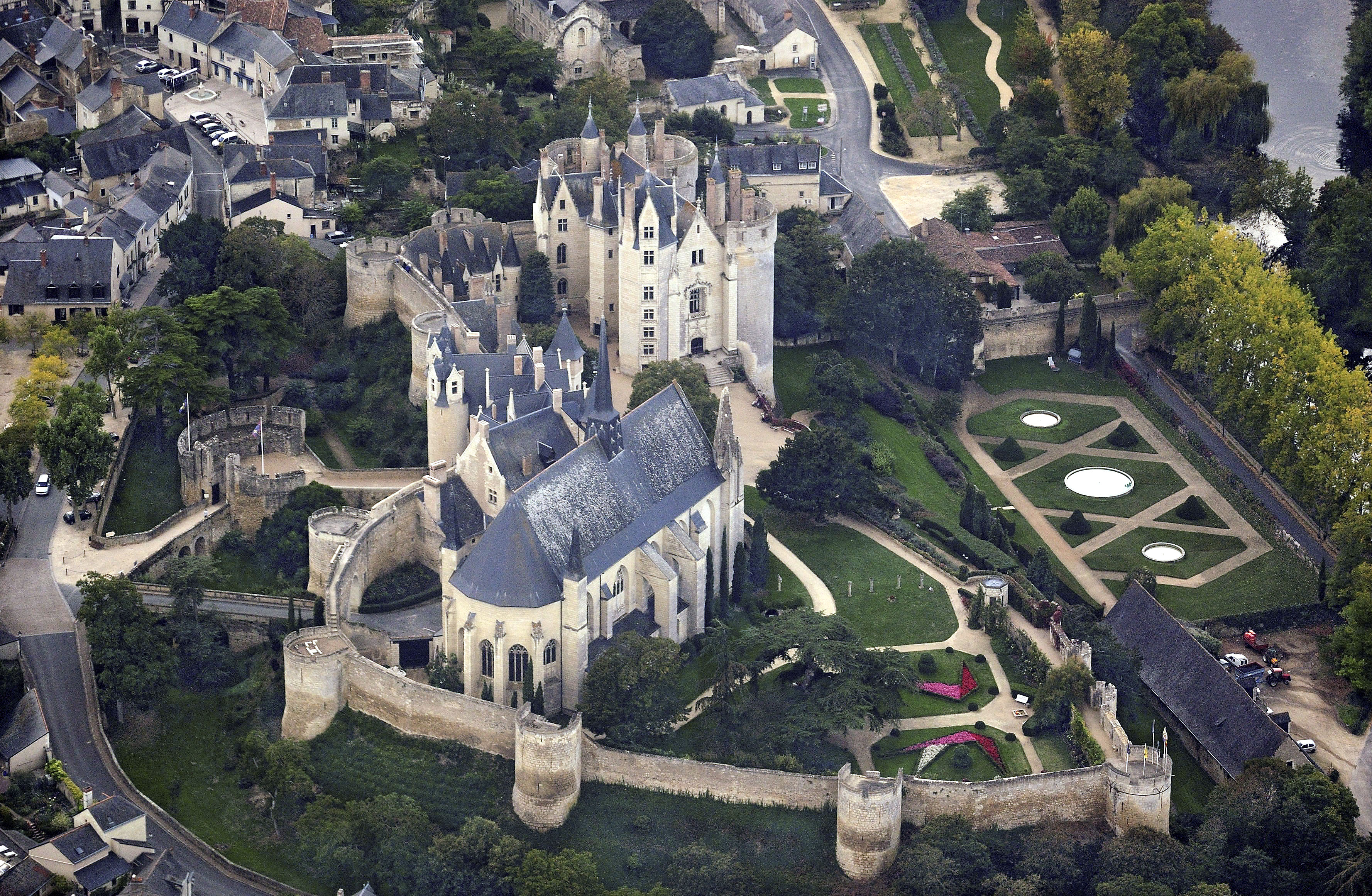

蒙特勒伊贝莱城堡（Château de Montreuil-Bellay）是法国的一座历史建筑，位于卢瓦尔河地区大区曼恩-卢瓦尔省东南部索米尔区市镇蒙特勒伊贝莱，图埃河岸边山上，最初建在高卢-罗马村庄的原址上。1979年由法国文化部列为法国历史遗迹。
在中世纪，庄园占地超过4平方公里。
在法国宗教战争（1562-1598）期间，蒙特勒伊-贝拉镇遭到洗劫和烧毁，但坚固的堡垒几乎没有受到破坏。城堡的所有权曾数次变更，包括通过婚姻，归属科塞-布里萨克家族。在法国大革命期间，这座城堡被革命政府占领，用作关押保皇党女囚的监狱。
1822年，索米尔商人阿德里安·尼弗洛（Adrien Niveleau）收购了这处房产，他将这处巨大的房产分割成出租单元。1860年，尼弗洛的女儿入住并进行了一次大规模的修复运动，将一些房间重新装修成了游吟诗人风格。她丈夫侄子的后代是该房产的当前所有者。
如今，蒙特勒伊贝拉城堡也是其酒庄生产的优质葡萄酒的名称。

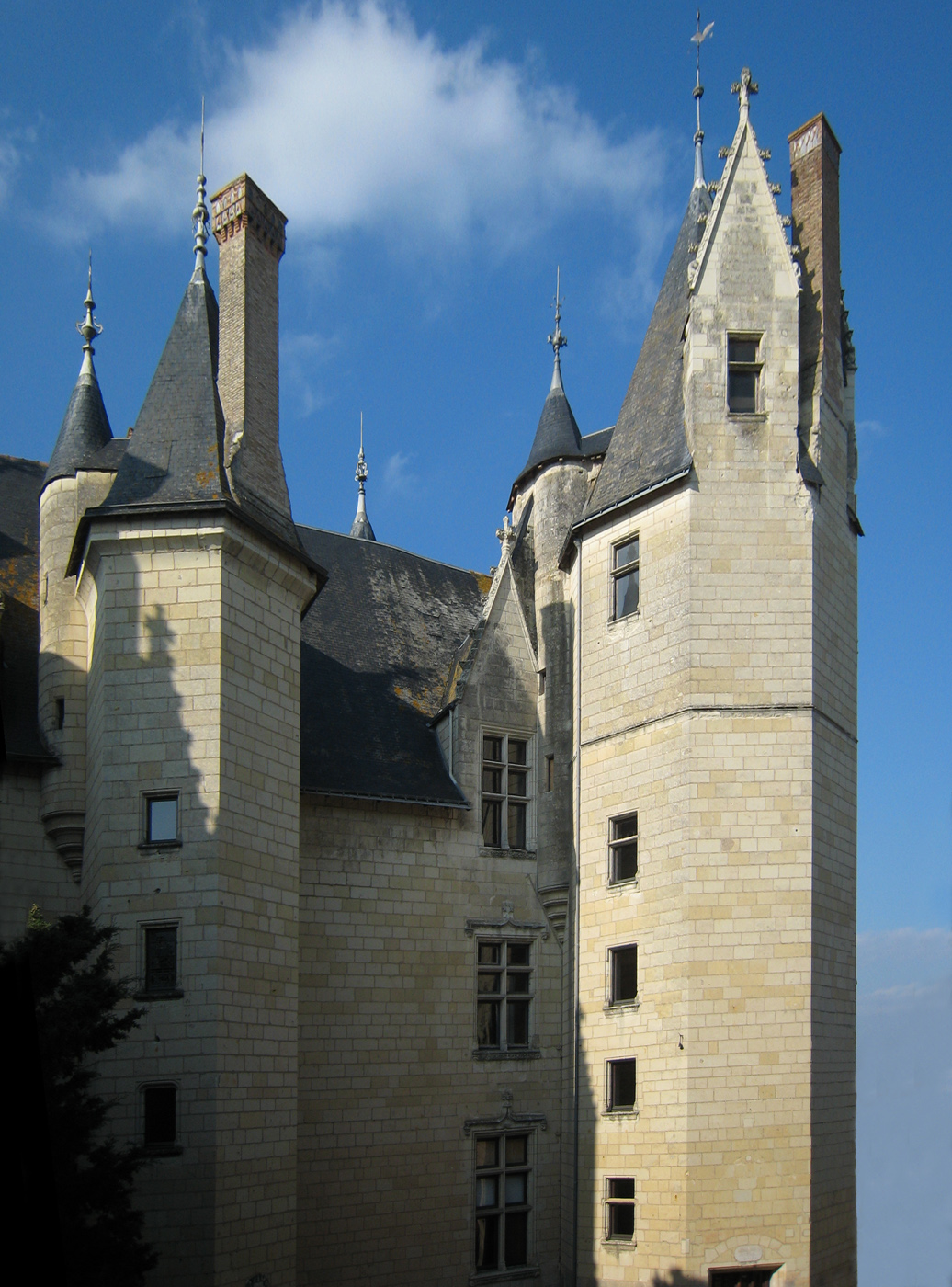